# 營團02系電聯車
營團02系電聯車（日语：／ Eidan 02-kei densha */?），是東京地下鐵（前帝都高速度交通營團）丸之內線使用的通勤型電聯車。於1988年10月17日開始營運，2004年（平成16年）4月營團民營化後，改由東京地下鐵接管。

## 概要
由於原先行駛於丸之內線的300型、500型以使用超過30年，車體狀老化況已超過安全限度，同時銀座線的更新車營團01系大受好評，因此以01系為藍圖，生產了本型車。
因為是以01系進行設計和製造，因此外觀和設備皆與01系相同 ，以及車輛保養維護都在中野檢車區進行整備，規格統一後的丸之內線（本線1995年2月統一，方南町支線1996年7月統一）於1998年（平成10年）3月啟用新的保安系統:新CS-ATC，將原先最高營運時速65km/h提升到75km/h，丸之內線與銀座線的隧道相比橫截面較大，因此車輛界線也較大，因此01系列的長度為16 m，寬度為2,550 mm。 寬度為2,780 mm，比原來大一倍。
車體是使用鋁合金打造的，每側車門3三扇，車輛製造工法與01系相同，使用大型鋁合金中空擠製，再利用摩擦攪拌焊將車體一一組立，由於丸之內線的建築界線比銀座線大，因此車體大小比01系大了一倍。

### 外觀
外觀設計上，當初為了在以01系為藍圖之下做出區分，加上丸之內線自開通以來的300型、500型的線條意象，因此設計的主題是「傳統的配色基底」加上「01系的優雅外型」，但是傳統塗裝方式不易留在鋁合金車體上，因此車體側面車體線條基調為紅色，利用紅色與白色表達丸之內線車輛的正弦波圖像。
為了充分利用建築界線內的可用空間，列車車體形狀與01系相同，但是未和01系一樣正方，列車車肩形狀較01系漂亮且平滑，擋風玻璃在水平方向上有較大的彎曲，頂部裝有裝飾玻璃，列車車頭設有隱藏緊急出口，供發生事故時逃生，丸之內線是第三軌供電方式，路線上沒有建置安全緊急逃生路線，當逃生時容易造成觸電的危險，目前有企劃建置安全逃生專用道路。
本列車最後最後完工的方南町支線用車80番台編組（3輛編成）規格有稍微修改，車體同樣以鋁合金為基底，但設計上以考慮到報廢時材料要如何回收再利用。外觀塗裝上，為了避免乘客搭錯車，因此除了既有的紅白的色帶，另外再加上黑色線條加以區分，由於列車上側沒有塗色，因此外觀更接近01系，此外，擋風玻璃上方的裝飾窗也撤除，還有因為方南町支線月台皆設有月台門，因此車廂間的防墜鍊條並無安裝。
位於車輛側身的企業標誌，因企業移轉，因此原本貼有營團的標誌被覆蓋成現今的標誌。

### 批次分類列表
|              | 1次車                                         | 2次車                                         | 3次車                                         | 4次車                                         | 5次車                                         | 5次車                                         | 6次車                                         | 7次車                                         | 方南町支線用                   |
| ------------ | --------------------------------------------- | --------------------------------------------- | --------------------------------------------- | --------------------------------------------- | --------------------------------------------- | --------------------------------------------- | --------------------------------------------- | --------------------------------------------- | ------------------------------ |
| 製造年度     | 1988年度                                      | 1989年度                                      | 1990年度                                      | 1991年度                                      | 1992年度                                      | 1992年度                                      | 1993年度                                      | 1994年度                                      | 1996年度                       |
| 編成         | 01 - 04                                       | 05 - 07                                       | 08 - 10                                       | 11・12                                        | 13 - 19                                       | 20 - 22                                       | 23 - 30                                       | 31 - 53                                       | 81 - 86                        |
| 運用區間     | 本線（池袋 - 荻窪） 支線（中野坂上 - 方南町） | 本線（池袋 - 荻窪） 支線（中野坂上 - 方南町） | 本線（池袋 - 荻窪） 支線（中野坂上 - 方南町） | 本線（池袋 - 荻窪） 支線（中野坂上 - 方南町） | 本線（池袋 - 荻窪） 支線（中野坂上 - 方南町） | 本線（池袋 - 荻窪） 支線（中野坂上 - 方南町） | 本線（池袋 - 荻窪） 支線（中野坂上 - 方南町） | 本線（池袋 - 荻窪） 支線（中野坂上 - 方南町） | 支線專用 （中野坂上 - 方南町） |
| 空調設備     | 非空調列車登場                                | 非空調列車登場                                | 新製時已安裝空調系統                          | 新製時已安裝空調系統                          | 新製時已安裝空調系統                          | 新製時已安裝空調系統                          | 新製時已安裝空調系統                          | 新製時已安裝空調系統                          | 新製時已安裝空調系統           |
| 行先顯示器   | 字幕式                                        | 字幕式                                        | 字幕式                                        | 字幕式                                        | LED式                                         | LED式                                         | LED式                                         | LED式                                         | 字幕式                         |
| 制御方式     | 高週波分流斬波器                              | 高週波分流斬波器                              | 高週波分流斬波器                              | 高週波分流斬波器                              | 高週波分流斬波器                              | IGBT-VVVF變頻器                               | IGBT-VVVF變頻器                               | IGBT-VVVF變頻器                               | IGBT-VVVF變頻器                |
| 起動加速度   | 3.0km/h/s                                     | 3.0km/h/s                                     | 3.0km/h/s                                     | 3.0km/h/s                                     | 3.0km/h/s                                     | 3.2km/h/s                                     | 3.2km/h/s                                     | 3.2km/h/s                                     | 3.2km/h/s                      |
| 主電動機出力 | 120kW                                         | 120kW                                         | 120kW                                         | 120kW                                         | 120kW                                         | 120kW                                         | 120kW                                         | 120kW                                         | 120kW                          |

## 車輛內裝
車輛內裝採用米色為基底，地板材料是棕色和奶油色，色調比01系輕，並且具有兩種顏色的邊框，前期車地板有維修活動門，後期車因採用三相交流馬達，因而省略了維修蓋，維修也變得更加方便。
列車車窗只有中間是可以打開，其餘是固定的，1次車與2次車的窗框是由鋁合金製造的，三次車以後改用玻璃纖維製作，丸之內線雖有部分路段是為於地面行駛，但車內未安裝遮陽窗簾。
列車車門較早期的在來線列車的車門寬，將一般的1公尺寬的車門提升到1.4公尺，使尖峰時段的人潮可以加快消化，車門內部也有與車內相同的飾板，使車門比較不會顯得特別突兀，車廂與車廂間的貫通門也有此設計，而貫通門旁的山牆只有一側有設置窗戶，另一側因為配線關係，因此沒有設計窗戶。
輪椅停放區於5次車後，每輛車設置兩處，並將緊急通報器改為可通話式通報機，以方便與乘務員聯絡，後來將其他安裝舊式通報機的車輛一併更新可通話的機型，因考慮到輪椅車廂間的移動，6次車後將貫通門的門幅由800mm擴大置870mm，以利輪椅通行。
2007年（平成19年）起，車內的車門、緊急通報器、滅火器、逃生門...等的標示貼紙，皆更換成與10000系相同的反光貼紙。

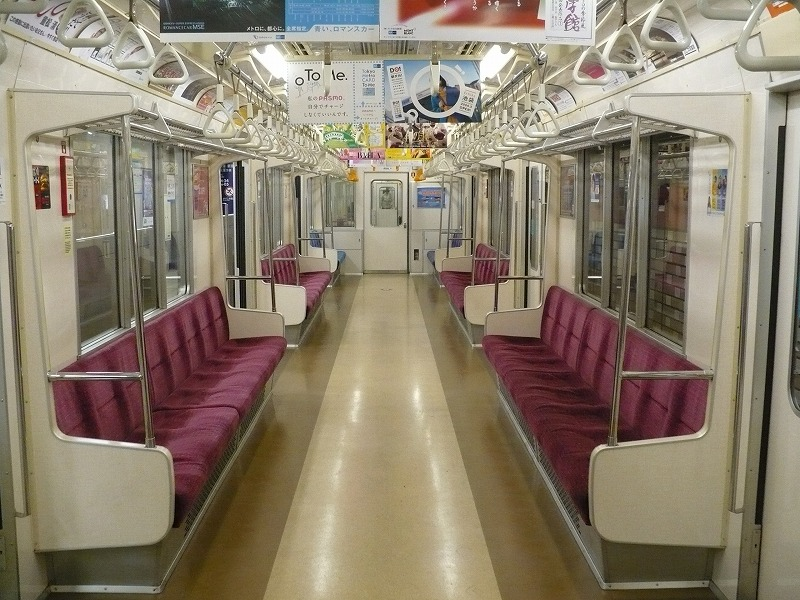
02系2次車・第06編成的內裝
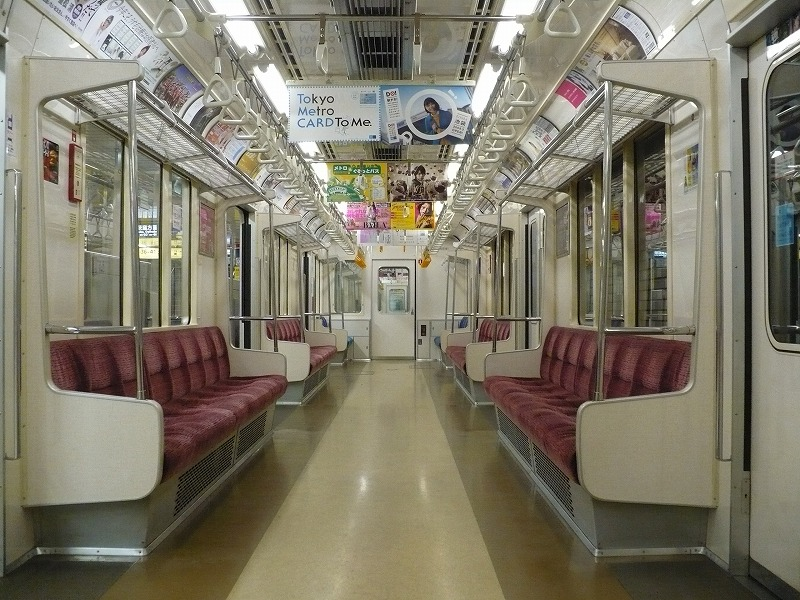
02系5次車・第16編成的內裝
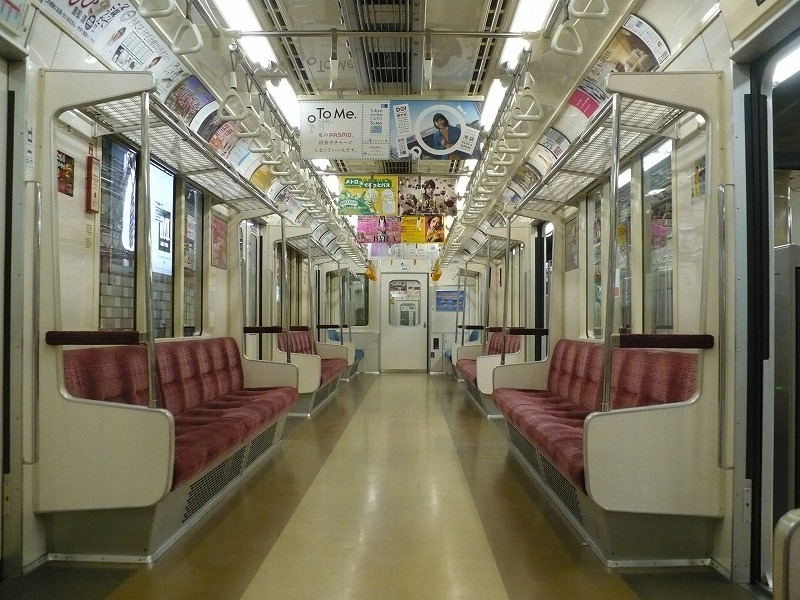
02系7次車・第38編成的內裝
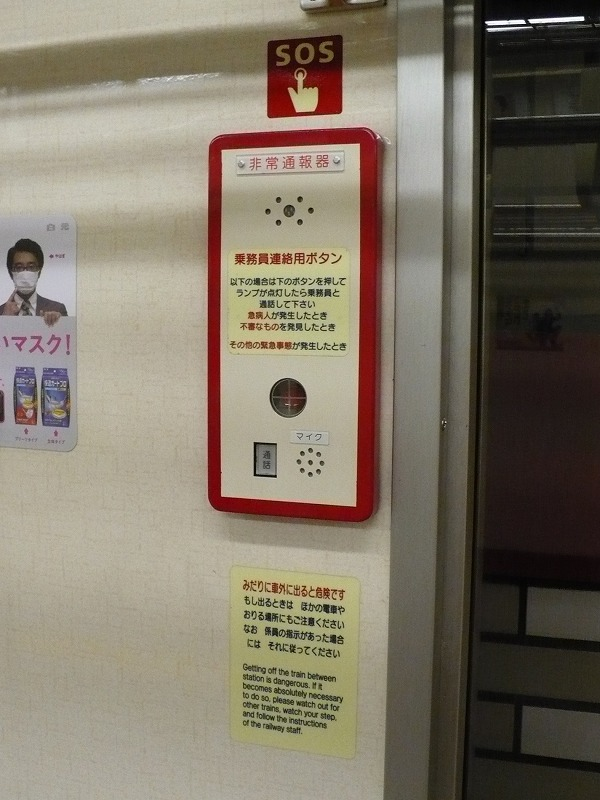
車内緊急通報器 每輛車皆有安裝
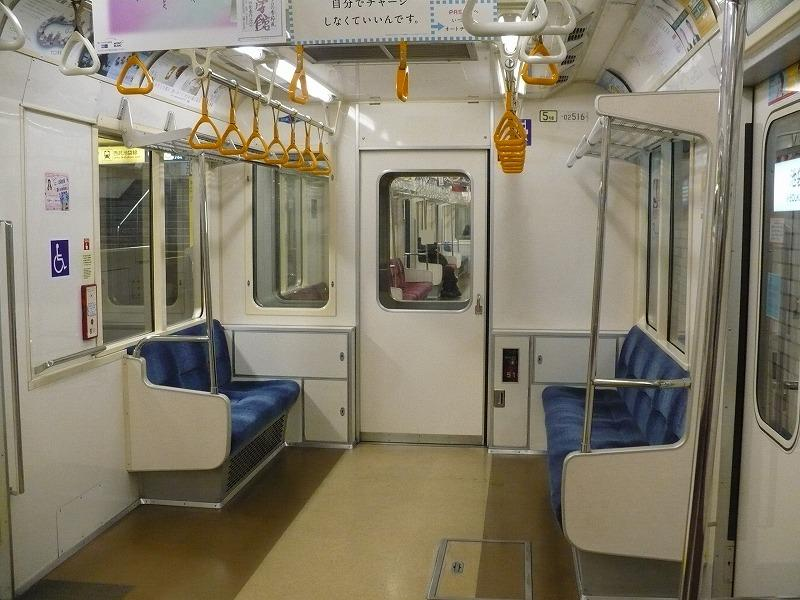
02系的輪椅空間（左側）
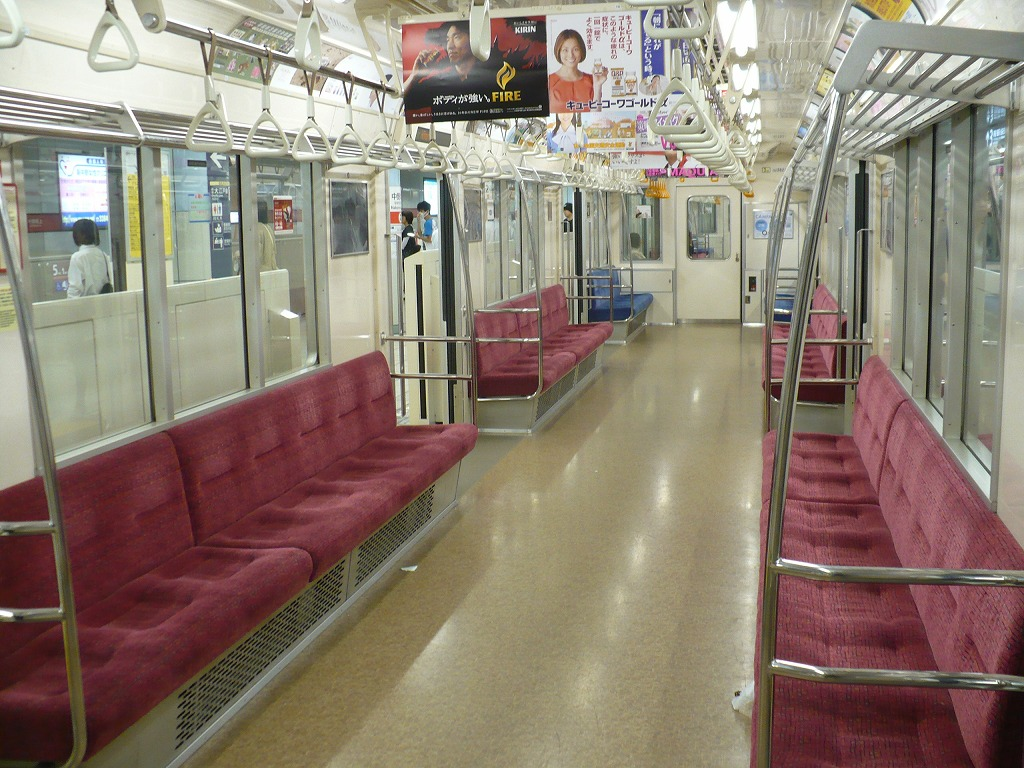
方南町支線用02系的內裝

### 方南町支線用

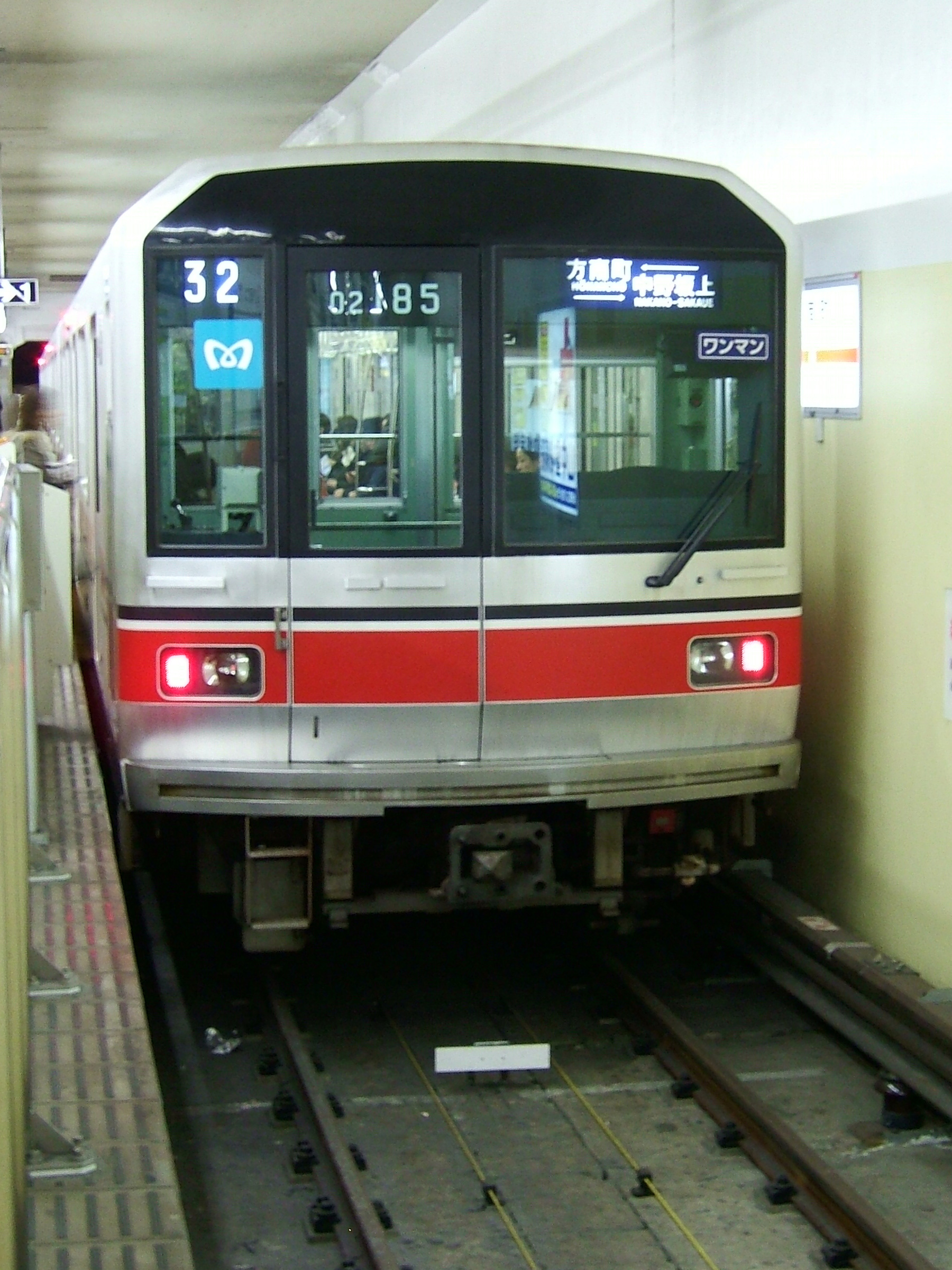
方南町支線用80番台編成
（2006年12月20日 方南町駅）

方南町支線用80番台在車輛上，部分修訂的規範以降低車輛成本，車內地板顏色變更為單色棕色地板，列車車窗除車門之間的窗戶以外，全部改為固定式車窗，考慮到可回收性，窗框由鋁合金製成，並將雙層玻璃改成單片玻璃。另外，車內的旅客資訊版改以紙張路線圖取代LED面板以及去除自動撥音系統，用以降低營運成本。
座椅布紋式採用印刷上色製作，其圖案與其他幹線列車有所不同，中間車設有輪椅空間供行動不便的乘客使用，行李架改為不鏽鋼管製作，另外日光燈數量也減少，車相關通門早期只安裝於中間車上，後來先頭車經過改造後也有貫通門。

## 編組運用
本線用的6輛編成53組及方南町支線用的3輛編成6組（計59編成、336輛），是東京地下鐵編組數最多的列車。

### 本線
所屬輛數: 6輛編成53組（318輛、第01 - 53編成）
最大運用50組，其他3組為預備編組。全編組配屬中野檢車區。
|                                      | 形式     | ← 荻窪・方南町 方向 池袋 方向→ | ← 荻窪・方南町 方向 池袋 方向→ | ← 荻窪・方南町 方向 池袋 方向→ | ← 荻窪・方南町 方向 池袋 方向→ | ← 荻窪・方南町 方向 池袋 方向→ | ← 荻窪・方南町 方向 池袋 方向→ |
| 1號車                                | 形式     | 2號車                          | 3號車                          | 4號車                          | 5號車                          | 6號車                          |                                |
| 02-100形 (CT1)                       | 形式     | 02-200形 (M)                   | 02-300形 (T)                   | 02-400形 (M')                  | 02-500形 (M)                   | 02-600形 (CT2)                 |                                |
| 分卷整流子馬達車                     | 機器配置 | MG CP BT                       | CHP                            | SIV2                           | CHP                            | CHP                            | MG CP BT                       |
| 分卷整流子馬達車                     | 車輛編號 | 拆解                           | 拆解                           | 拆解                           | 拆解                           | 拆解                           | 拆解                           |
| VVVF變頻車 （B改造工程前斬波控制車） | 機器配置 | MG CP BT                       | VVVF                           | SIV4                           | VVVF                           | VVVF                           | MG CP BT                       |
| VVVF變頻車 （B改造工程前斬波控制車） | 車輛編號 | 02-101 : 02-119                | 02-201 : 02-219                | 02-301 : 02-319                | 02-401 : 02-419                | 02-501 : 02-519                | 02-601 : 02-619                |
| VVVF變頻車                           | 機器配置 | SIV1 CP BT                     | VVVF                           | SIV2                           | VVVF                           | VVVF                           | SIV1 CP BT                     |
| VVVF變頻車                           | 車輛編號 | 02-120 : 02-153                | 02-220 : 02-253                | 02-320 : 02-353                | 02-420 : 02-453                | 02-520 : 02-553                | 02-620 : 02-653                |

範例
| - CHP: 斬波控制器 - VVVF: VVVF變頻器 - CP: 空氣壓縮機 - BT: 蓄電池 - MG: 15kVA電動發電機 - SIV1: 40kVA靜態逆變器 - SIV2: 110kVA靜態逆變器 - SIV4: 160kVA靜態逆變器 |

備註
- 上述的分卷整流子電動機斬波控制車車以及VVVF變頻控制改造中、
02-300形的補助電源160kVA被靜態逆變器取代。
- 第16編成和第50編成是1995年3月20日東京地鐵沙林毒氣事件的事故車。

### 方南町支線（80番台）
所屬輛數: 3輛編成6組（18輛、第81 - 86編成）
最大運用5組、預備編組至少1組。
- 注意：編成はCM - M - CT已經成為、CM的先頭車的附隨拖車、MT比與主線相同1:1 (1.5M1.5T) 。

| 形式     | ← 方南町 方向 中野坂上 方向→ | ← 方南町 方向 中野坂上 方向→ | ← 方南町 方向 中野坂上 方向→ |
| 形式     | 1號車                        | 2號車                        | 3號車                        |
| 形式     | 02- 100形 (CM)               | 02- 200形 (M1)               | 02- 300形 (CT')              |
| 機器配置 | CP SIV3                      | VVVF                         | CP BT                        |
| 車輛編號 | 02-181 : 02-186              | 02-281 : 02-286              | 02-381 : 02-386              |

範例
- VVVF: VVVF變頻器
- CP: 空氣壓縮機
- BT: 蓄電池
- SIV3: 75kVA靜態逆變器

## 得獎．特別塗裝
- 1989年（平成元年）12月20日，榮獲鐵道友之會榮耀獎[1]。
- 2003年（平成15年）丸之內線池袋-御茶ノ水間開業50周年紀念，將第50編成彩繪成丸之內線剛開業的塗裝。

## 外部連結
- 丸之內線02系 （页面存档备份，存于） - 東京地下鐵